# Église chrétienne réformée du Brésil
L'Igreja Cristã Reformada do Brasil (Église chrétienne réformée du Brésil) est une Église réformée du Brésil fondée en 1932. Elle est affiliée à l'Alliance réformée mondiale, à l'Alliance des églises presbytériennes et réformées d'Amérique latine et au Conseil œcuménique des Églises. Elle compte actuellement 19 000 membres environ et 11 paroisses.

## Historique
L'Église est fondée le 31 octobre 1932 à São Paulo par le pasteur Janos Apostol sous la protection de l'Église réformée de Hongrie parmi les membres de l'immigration hongroise au Brésil.